# Ali Akbar Safaian
Ali Akbar Safaian (* 21. März 1947 in Sangsar, Iran) ist ein iranischer Maler und Bildhauer.

## Biografie
Ali Akbar Safaian wurde in Sangsar (Iran) geboren. Er studierte an der Kunsthochschule Kamal ol-Molk in Teheran. Seine Lehrer waren dort Hossein Sheikh, der Bildhauer, Schauspieler und Regisseur Rafi Halati, beide Schüler von Kamal-ol-Molk, Mehdi Vishkahi und Bahram Alivandi.
1970 beendete er sein Studium und lebte fortan als freischaffender Maler und Bildhauer in Teheran. Seine erste Einzelausstellung hatte er 1971 in der Galerie Khane-ye Aftab. Er arbeitete hernach mit zahlreichen anderen Galerien zusammen; eine enge Zusammenarbeit verband ihn mit der Galerie Seyhoun. Er pflegte enge Freundschaften zu Schriftstellern und Dichtern, u. a. zu dem Schriftsteller Gholamhossein Saedi (Pseudonym: Gohar Morad).
Ab 1977 unternahm er längere Studienaufenthalte in Pakistan, Afghanistan, Indien, Nepal und Italien. Von 1979 bis 1981 lebte und arbeitete er in Paris, kehrte dann in den Iran zurück. Seit 1986 lebt er im Exil in Deutschland.
Ali Akbar Safaian ist der Vater des Komponisten Arash Safaian.

## Werk
Ali Akbar Safaian gilt als Vertreter der iranischen Moderne. Er verarbeitet in seinem Werk poetische Vorstellungswelten, die von der mystischen Literatur des Iran beeinflusst sind, sowie gesellschaftliche Themen wie Krieg, Widerstand und das Verhältnis von Mensch und Maschine. Die Schaffensphasen seines Werkes verbindet die Frage nach dem Wesen der Dinge. Seiner Aussage nach, sei Kunst für ihn ein Versuch "das Sein freizugraben".

Seine Gemälde und Skulpturen, insbesondere der 1970er, zeigen die Metamorphose und Vereinigung menschlicher, tierischer und organischer Elemente. Seine Werke wurden von dem Kunstkritiker Behrouz Suresrafil in der Zeitung Ayandegan dem iranischen Surrealismus zugeordnet. Diese Zuschreibung wurde von dem Kunstkritiker "Florence" (Pseudonym) in der Zeitung Ayandegan wiederum angefochten; er ordnete dessen Arbeiten der "Phantastik" zu. Der Kunstkritiker und Schriftsteller Javad Mojabi schreibt in "90 Jahre Erneuerung in der iranischen Kunst" (Teheran 2016): 

„Safaian gehört zu den bedeutenden Künstlern der 1970er Jahre. […] Über seine erste Ausstellung im Khane-ye Aftab habe ich einen Artikel in der Tageszeitung Etelaat geschrieben. Ich habe dort einen jungen, frischen Künstler angekündigt, der seine wundersamen Phantasien leichtfüßig hervorbringt. Die Hauptgegenstände seiner Werke sind Mensch und Natur in zärtlicher Verbindung. Die Menschen sind in diesen Werken mit Blumen, Pflanzen, Erde, Meer und Bergen verwoben; der Mensch ist Teil der Natur, weder dominiert er sie noch steht er ihr gegenüber. […] sie [Mann und Frau, Anm. d. Verf.] werden eins mit der Mutter Natur, die Geschichte ihres Daseins wird in der Sprache von glänzenden und atemberaubenden spielerischen Linien und Flächenschichtungen gezeigt.“

In Ali Akbar Safaians Gemälden der mittleren Phase ab den 1980er Jahren werden auch gesellschaftliche Themen reflektiert. Er verarbeitet darin Themen wie Krieg, Widerstand und die Entwurzelung des Menschen. Wichtige Werke dieser Phase sind das Gemäldepaar Krieg und Frieden.
Späterhin widmet sich Ali Akbar Safaian Mischtechnik- und Relief-Werken. Es entstehen die Reliefserien "Erderbe" (2004–2007) und "Erbe (2007-). Diese Reliefwerke zeigen organisch anmutende bis teils gänzlich abstrakte Strukturen. Die Werke der Serie "Erbe" sind im Gegensatz zu jenen der Serie "Erderbe" monochrom. Die Werke weisen entgegen der ersten und mittleren Schaffensphase des Künstlers keine figurativen Ausdrucksmittel auf.
Ali Akbar Safaians Werk umfasst neben Reliefwerken, Gemälden, Skulpturen und Plastiken, auch Druckgrafiken und Emaille-Arbeiten.

## Dichtung
2007 wurde Ali Akbar Safaians Gedichtband "The violet lady Dragonfly" (persisch/englisch) veröffentlicht. In deutscher Sprache sind 2011 Gedichte von ihm in der Anthologie "Hier ist Iran! Persische Lyrik im deutschsprachigen Raum" erschienen.